# Octavio Valdez
Octavio Valdez Martínez (Santiago Acutzilapan, 7 dicembre 1973) è un allenatore di calcio ed ex calciatore messicano, di ruolo centrocampista.

## Carriera

### Calciatore

#### Club
Debutta nella stagione Verano 1997, nella partita Necaxa-Pachuca 2-1; gioca 4 partite nella stagione, di cui tre da titolare. Nel 2002 si trasferisce al Club Deportivo Toluca, dove gioca tutte le due stagioni di Apertura e Clausura da titolare. Nel 2003 torna alla società di partenza, rimanendoci fino alla fine del Clausura 2005, trasferendosi al San Luis. Nel 2008 va in prestito al Monterrey. Nel 2009 passa al Veracruz.

#### Nazionale
Dal 2001 al 2004 ha giocato nella nazionale messicana, totalizzando 30 presenze.

## Palmarès

### Club

#### Competizioni nazionali
- Campionato messicano: 4

Pachuca: Invierno 1999, Invierno 2001, Apertura 2003
América: Verano 2002

#### Competizioni internazionali
- CONCACAF Giants Cup: 1

América: 2001